# Morton Feldman

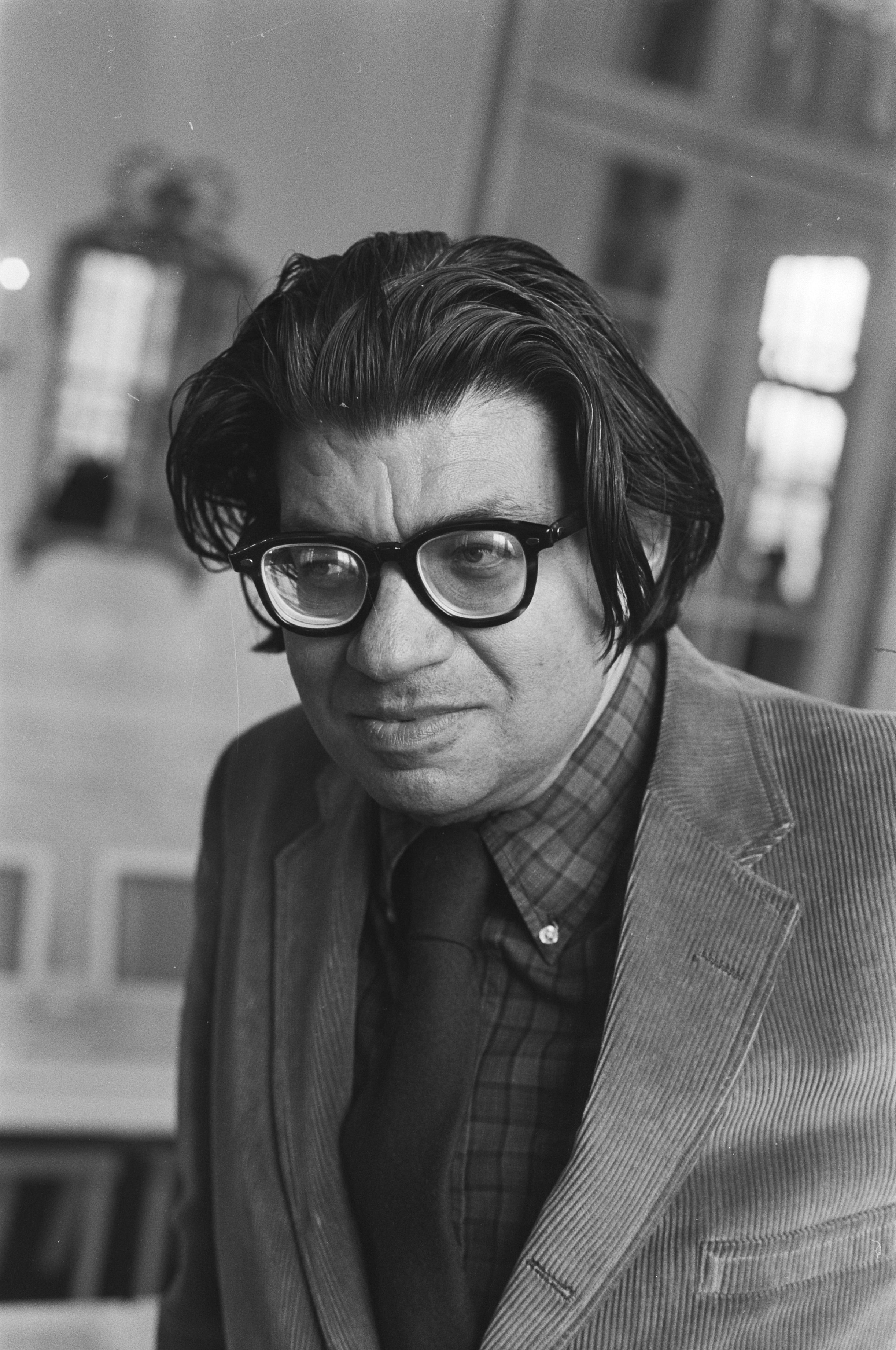
Morton Feldman, Amsterdam 1976, door Rob Bogaerts (Anefo)

Morton Feldman (New York, 12 januari 1926 – Buffalo, 3 september 1987) was een Amerikaans componist.
Feldman genoot zijn muzikale opleiding van onder meer Stefan Wolpe en Wallingford Riegger. Zijn muziek is abstract en is beïnvloed door het expressionisme. Hij paste in zijn vroege werk een nieuwe techniek toe waarbij de noten en rusten niet exact zijn aangegeven; het wordt aan de musicus overgelaten hoelang zij worden aangehouden. Hij schreef een aantal werken voor piano, kamermuziek en ensembles in allerlei combinaties  en ook enige orkestwerken.

In het Festival Nieuwe Muziek van juni/juli 1987 in Middelburg was Morton Feldman de hoofdgast.

## Oeuvre (selectief)
- (1986): Palais de Mari (piano)
- (1950-53): Intermissions I-IV (piano)
- (1951/52): Nature Pieces (piano)
- Three Dances (nooit uitgegeven); (piano)
- (1960/61): Duration I-V;
- (1951-60): Extensions;
- (1963): Vertical Thoughts I-V;
- Two instruments (cello/hoorn);
- For Franz (sopraan, viool, hoorn, bellen en piano);
- Ixion (ballet);
- The Swallows of Salangan (koor en 76 musici);
- (1970/01): The Viola in My Life I-IV;
- (1971): The Rothko Chapel (altviool, celeste, koor, percussie)
- (1973): For Frank O'Hara
- (1977): Neither (drama op tekst van Samuel Beckett voor sopraan en orkest)
- Strijkkwartet nr. 1
- (1983): Strijkkwartet nr. 2; het langste strijkkwartet ooit gecomponeerd